# Tania Seino
Tania Seino Barbón (L'Avana, 9 luglio 1973) è una cestista e allenatrice di pallacanestro cubana.
Ala di 186 cm, ha militato nelle file della Trogylos Priolo in Serie B. È soprannominata Alma de Cuba.

## Carriera

### Nei club
Arrivò in Italia nel 1999-2000 e subito vinse lo scudetto con l'Isab Energy Priolo. Nella stagione seguente, era nella rosa della società siciliana ma non scese in campo. Rimase ferma durante la stagione 2002-03 e giocò nella seconda divisione spagnola nel 2004-05, con il Seu d'Urgell.
Nel 2012-13 fu confermata dalla squadra siciliana. Dopo un periodo d'inattività, il 14 novembre 2013 venne ingaggiata dall'Olympia Catania, in Serie A2. «Gli obiettivi sono sicuramente più ambiziosi - spiegò Enzo Porchi -. Non si prende Seino per giocare la poule retrocessione, si spera di giocare la poule promozione». La squadra si qualificò alla fase per l'A1 e disputò anche i play-off, uscendo in semifinale.
Nel 2014-15 scende in Serie C per vestire la maglia della Rainbow Catania.
Torna in campo come giocatrice nella parte finale del campionato 2021-2022, vincendo la Serie B/C unica con la Rainbow Viagrande.

### In Nazionale
Gioca anche con la nazionale cubana. Ha partecipato come titolare, con la nazionale Cubana, ai mondiali in Australia nel 1994, Berlino nel 1998, alle Olimpiadi di Atlanta 1996 e  Sidney 2000.

### Allenatrice
Dal gennaio 2015 allena la formazione Under-13 della Rainbow Catania e dal 2016 le giovanili dell'Eurovirtus Battiati.
Nel 2021-2022 è nominata assistente allenatrice di Giovanni Catanzaro alla Rainbow Viagrande
Attualmente ricopre il ruolo di head coach della Pallacanestro Viagrande, nel campionato serie b femminile Sicilia stagione 2023/2024   

## Statistiche

### Presenze e punti nei club
Statistiche aggiornate al 30 giugno 2013
| Stagione        | Squadra              | Competizione | Partite | Partite | Partite | Statistiche tiro | Statistiche tiro | Statistiche tiro | Altre statistiche | Altre statistiche | Altre statistiche | Altre statistiche | Altre statistiche |
| Stagione        | Squadra              | Competizione | Pres.   | Titol.  | Minuti  | Tiri da 2        | Tiri da 3        | Liberi           | Rimb.             | Assist            | Rubate            | Stopp.            | Punti             |
| --------------- | -------------------- | ------------ | ------- | ------- | ------- | ---------------- | ---------------- | ---------------- | ----------------- | ----------------- | ----------------- | ----------------- | ----------------- |
| 1999-2000       | Isab Energy Priolo   | Serie A1     | 14      |         | 477     | 45/109           | 21/55            | 42/52            | 94                | 15                | 32                |                   | 195               |
| 2000-2001       | Isab Energy Priolo   | Serie A1     | 0       | 0       | 0       | 0                | 0                | 0                | 0                 | 0                 | 0                 | 0                 | 0                 |
| 2003-2004       | Acer Priolo          | Serie A1     | 29      |         | 793     | 107/264          | 16/77            | 75/92            | 183               | 13                | 64                | 2                 | 399               |
| mar. '05-'05    | Cadi La Seu          | LFB-2        | 4       |         | 94      | 18/37            | 1/3              | 7/14             | 25                | 3                 | 8                 | 3                 | 46                |
| 2005-2006       | Acer Priolo          | Serie A1     | 42      | 38      | 1316    | 191/338          | 25/81            | 120/149          | 334               | 42                | 124               | 3                 | 577               |
| 2006-2007       | Trogylos Priolo      | Serie A1     | 36      | 33      | 959     | 80/200           | 13/35            | 70/98            | 200               | 40                | 68                | 5                 | 269               |
| 2007-2008       | Acer Priolo          | Serie A1     | 28      | 25      | 788     | 85/165           | 9/38             | 60/93            | 156               | 19                | 75                | 0                 | 257               |
| 2008-2009       | Acer Erg Priolo      | Serie A1     | 25      | 21      | 606     | 59/135           | 11/36            | 20/34            | 128               | 18                | 53                | 1                 | 171               |
| 2009-2010       | Erg Power&Gas Priolo | Serie A1     | 29      | 26      | 832     | 70/169           | 15/41            | 56/75            | 187               | 18                | 81                | 1                 | 241               |
| 2010-2011       | Erg Priolo           | Serie A1     | 24      | 7       | 629     | 42/119           | 8/29             | 35/51            | 159               | 8                 | 34                | 4                 | 143               |
| 2011-2012       | Erg Priolo           | Serie A1     | 28      | 19      | 811     | 67/181           | 8/23             | 62/80            | 201               | 30                | 57                | 2                 | 220               |
| 2012-2013       | Isab Energy Priolo   | Serie A1     | 21      | 20      | 698     | 58/160           | 10/35            | 22/29            | 174               | 25                | 52                | 5                 | 168               |
| 2013-2014       | Olympia Catania      | Serie A2     | 17      | 7       | 487     | 45/104           | 8/29             | 32/43            | 124               | 20                | 44                | 1                 | 146               |
| Totale carriera |                      |              |         |         |         |                  |                  |                  |                   |                   |                   |                   |                   |

### Cronologia presenze e punti in Nazionale
| Cronologia completa delle presenze e dei punti in Nazionale - Cuba | Cronologia completa delle presenze e dei punti in Nazionale - Cuba | Cronologia completa delle presenze e dei punti in Nazionale - Cuba | Cronologia completa delle presenze e dei punti in Nazionale - Cuba | Cronologia completa delle presenze e dei punti in Nazionale - Cuba | Cronologia completa delle presenze e dei punti in Nazionale - Cuba | Cronologia completa delle presenze e dei punti in Nazionale - Cuba | Cronologia completa delle presenze e dei punti in Nazionale - Cuba |
| Data                                                               | Città                                                              | In casa                                                            | Risultato                                                          | Ospiti                                                             | Competizione                                                       | Punti                                                              | Note                                                               |
| ------------------------------------------------------------------ | ------------------------------------------------------------------ | ------------------------------------------------------------------ | ------------------------------------------------------------------ | ------------------------------------------------------------------ | ------------------------------------------------------------------ | ------------------------------------------------------------------ | ------------------------------------------------------------------ |
| 02/06/1994                                                         | [[]]                                                               | Cuba                                                               | 71 - 68                                                            | Francia                                                            | Mondiali 1994 - Gruppo B Preliminari                               | 5                                                                  | [ 15 ]                                                             |
| 03/06/1994                                                         | [[]]                                                               | Canada                                                             | 72 - 90                                                            | Cuba                                                               | Mondiali 1994 - Gruppo B Preliminari                               | 14                                                                 | [ 16 ]                                                             |
| 04/06/1994                                                         | [[]]                                                               | Kenya                                                              | 51 - 122                                                           | Cuba                                                               | Mondiali 1994 - Gruppo B Preliminari                               | 8                                                                  | [ 17 ]                                                             |
| 07/06/1994                                                         | [[]]                                                               | Cuba                                                               | 91 - 111                                                           | Brasile                                                            | Mondiali 1994 - Gruppo B Quarti                                    | 5                                                                  | [ 18 ]                                                             |
| 08/06/1994                                                         | [[]]                                                               | Spagna                                                             | 65 - 68                                                            | Cuba                                                               | Mondiali 1994 - Gruppo B Quarti                                    | 3                                                                  | [ 19 ]                                                             |
| 09/06/1994                                                         | [[]]                                                               | Cuba                                                               | 84 - 86                                                            | Cina                                                               | Mondiali 1994 - Gruppo B Quarti                                    | 0                                                                  | [ 20 ]                                                             |
| 11/06/1994                                                         | [[]]                                                               | Canada                                                             | 55 - 74                                                            | Cuba                                                               | Mondiali 1994 - Semifinali 5º-8º posto                             | 0                                                                  | [ 21 ]                                                             |
| 12/06/1994                                                         | [[]]                                                               | Slovacchia                                                         | 92 - 81                                                            | Cuba                                                               | Mondiali 1994 - Finale 5º-6º posto                                 | 0                                                                  | [ 22 ]                                                             |
| 21/07/1996                                                         | Atlanta                                                            | Stati Uniti                                                        | 101 - 84                                                           | Cuba                                                               | Olimpiadi 1996 - Gruppo B                                          | 11                                                                 | [ 23 ]                                                             |
| 23/07/1996                                                         | Atlanta                                                            | Cuba                                                               | 70 - 55                                                            | Corea del Sud                                                      | Olimpiadi 1996 - Gruppo B                                          | 2                                                                  | [ 23 ]                                                             |
| 25/07/1996                                                         | Atlanta                                                            | Australia                                                          | 75 - 63                                                            | Cuba                                                               | Olimpiadi 1996 - Gruppo B                                          | 0                                                                  | [ 23 ]                                                             |
| 29/07/1996                                                         | Atlanta                                                            | Cuba                                                               | 73 - 59                                                            | Zaire                                                              | Olimpiadi 1996 - Gruppo B                                          | 6                                                                  | [ 23 ]                                                             |
| 31/07/1996                                                         | Atlanta                                                            | Brasile                                                            | 101 - 69                                                           | Cuba                                                               | Olimpiadi 1996 - Quarti di finale                                  | 2                                                                  | [ 23 ]                                                             |
| 01/08/1996                                                         | Atlanta                                                            | Cuba                                                               | 78 - 70                                                            | Italia                                                             | Olimpiadi 1996 - Classificazione 5º-8º posto                       | 10                                                                 | [ 23 ]                                                             |
| 03/08/1996                                                         | Atlanta                                                            | Russia                                                             | 91 - 74                                                            | Cuba                                                               | Olimpiadi 1996 - Finale 5º-6º posto                                | 7                                                                  | [ 23 ]                                                             |
| 26/05/1998                                                         | [[]]                                                               | Australia                                                          | 92 - 86                                                            | Cuba                                                               | Mondiali 1998 - Preliminari Gruppo C                               | 11                                                                 | [ 24 ]                                                             |
| 27/05/1998                                                         | [[]]                                                               | Cuba                                                               | 96 - 62                                                            | RD del Congo                                                       | Mondiali 1998 - Preliminari Gruppo C                               | 4                                                                  | [ 24 ]                                                             |
| 28/05/1998                                                         | [[]]                                                               | Cuba                                                               | 94 - 83                                                            | Germania                                                           | Mondiali 1998 - Preliminari Gruppo C                               | 13                                                                 | [ 24 ]                                                             |
| 30/05/1998                                                         | [[]]                                                               | Cuba                                                               | 91 - 81                                                            | Slovacchia                                                         | Mondiali 1998 - Ottavi Gruppo F                                    | 3                                                                  | [ 24 ]                                                             |
| 31/05/1998                                                         | [[]]                                                               | Brasile                                                            | 88 - 79                                                            | Cuba                                                               | Mondiali 1998 - Ottavi Gruppo F                                    | 3                                                                  | [ 24 ]                                                             |
| 01/06/1998                                                         | [[]]                                                               | Cuba                                                               | 96 - 89                                                            | Ungheria                                                           | Mondiali 1998 - Ottavi Gruppo F                                    | 8                                                                  | [ 24 ]                                                             |
| 05/06/1998                                                         | [[]]                                                               | Russia                                                             | 85 - 79                                                            | Cuba                                                               | Mondiali 1998 - Quarti di finale                                   | 0                                                                  | [ 24 ]                                                             |
| 06/06/1998                                                         | [[]]                                                               | Spagna                                                             | 80 - 63                                                            | Cuba                                                               | Mondiali 1998 - Semifinale 5º-8º posto                             | 2                                                                  | [ 24 ]                                                             |
| 07/06/1998                                                         | [[]]                                                               | Cuba                                                               | 83 - 81                                                            | Slovacchia                                                         | Mondiali 1998 - Finale 7º-8º posto                                 | 6                                                                  | [ 24 ]                                                             |
| 16/09/2000                                                         | Sydney                                                             | Russia                                                             | 72 - 62                                                            | Cuba                                                               | Olimpiadi 2000 - Gruppo B                                          | 2                                                                  | [ 23 ]                                                             |
| 18/09/2000                                                         | Sydney                                                             | Stati Uniti                                                        | 90 - 61                                                            | Cuba                                                               | Olimpiadi 2000 - Gruppo B                                          | 0                                                                  | [ 23 ]                                                             |
| 20/09/2000                                                         | Sydney                                                             | Cuba                                                               | 74 - 55                                                            | Nuova Zelanda                                                      | Olimpiadi 2000 - Gruppo B                                          | 12                                                                 | [ 23 ]                                                             |
| 22/09/2000                                                         | Sydney                                                             | Polonia                                                            | 72 - 65                                                            | Cuba                                                               | Olimpiadi 2000 - Gruppo B                                          | 1                                                                  | [ 23 ]                                                             |
| 24/09/2000                                                         | Sydney                                                             | Corea del Sud                                                      | 69 - 56                                                            | Cuba                                                               | Olimpiadi 2000 - Gruppo B                                          | 0                                                                  | [ 23 ]                                                             |
| 26/09/2000                                                         | Sydney                                                             | Cuba                                                               | 67 - 58                                                            | Canada                                                             | Olimpiadi 2000 - Finale 9º-10º posto                               | 9                                                                  | [ 23 ]                                                             |
| Totale                                                             |                                                                    | Presenze                                                           | 30                                                                 |                                                                    | Punti                                                              | 147                                                                |                                                                    |

## Palmarès

### Club
- Campionato italiano: 1
Isab Energy Priolo: 1999-2000
- Liga Femenina 2: 1
Sedis Básquet: 2004-05

### Nazionale
- Giochi panamericani: 1
Nazionale cubana: Canada 1999